# Дюнкеркський пакт
Дюнкеркський пакт (англ. Treaty of Alliance and Mutual Assistance) — договір між Францією і Великою Британією про союз і взаємодопомогу строком на 50 років, підписаний 4 березня 1947 р. в місті Дюнкерк для зміцнення європейської безпеки та запобігання можливої агресії з боку Німеччини за умови її можливого об'єднання під егідою СРСР, а також зміцнення економічних зв'язків між двома країнами. Пакт вступив в дію 8 вересня 1947 року. 17 березня 1948 року Пакт був розширений Брюссельським договором та закріплений Договором НАТО від 4 квітня 1949 р.

## Передумови підписання
Доступні тепер документальні свідчення показують, що поверхнева інтерпретація назви та направлення дії договору швидше вводять в оману — головною турботою країн заходу була радянська загроза, тож укладання договору показало ступінь стурбованості відповідальних осіб провідних західноєвропейських урядів загрозою із сходу. Причиною того, що назва договору була формально спрямована проти Німеччини мали здебільшого тактичний характер. Так, один провідний французький дипломат ще в 1945 вважав само собою зрозумілим, що німецька загроза може служити лише «приводом» для англо-французького договору про безпеку. Власні погляди міністра закордонних справ Франції Жоржа Бідо стали досить ясно виражені в останній рік перед підписанням договору і підтвердили, що формально договір був спрямований проти Німеччини, але по-суті був антирадянським.